# Sissi (futebolista)
Sisleide do Amor Lima, mais conhecida como Sissi (Esplanada, 2 de junho de 1967) é uma ex-futebolista brasileira. Sissi já revelou que é torcedora do Palmeiras e que nunca pensou que pudesse jogar pelo clube quando assinou contrato para jogar pela equipe em 1999.

## Biografia
Natural de Esplanada, Sisleide Lima do Amor, popular Sissi, nasceu no dia 2 de junho de 1967 e começou jogando futebol na rua, junto com os meninos, onde desenvolveu toda sua habilidade. Aos 14 anos, a meio-campista saiu de sua cidade para ir morar em um alojamento, na cidade baiana de Campo Formoso, onde começaria a treinar e profissionalizar-se.
De acordo com a pesquisa desenvolvida pelas historiadoras Enny V. Moraes e Zuleika Roque, Sissi teria se mudado para a cidade baiana de Feira de Santana aos 16 anos de idade, quando foi jogar no time de futebol feminino do Flamengo de Feira, então uma das principais equipes do cenário futebolístico feminino do estado, que chegou a conquistar um tricampeonato na década de 1980, mas que ainda era amador.
Sissi foi integrante do time do clube EC Radar, que representou o Brasil no Torneio de Boas-Vindas de Futebol Feminino de 1988 da FIFA realizado em Guangdong, China, em que o time terminou em terceiro, após perder nas semifinais para a Noruega.
Em seguida, transferiu-se para a equipe feminina do Bahia onde permaneceu até o ano de 1989, ainda no final daquela década, ela foi convocada para jogar na Seleção Brasileira feminina.
Na seleção, Sissi se destacou vindo a receber convite para jogar na equipe feminina do Corinthians, equipe pela qual se destacaria, conquistando diversos títulos. Em razão do futebol feminino de campo não ser tão valorizado, Sissi passou a jogar também nas equipes femininas de futsal do próprio Corinthians e, depois, ainda na primeira metade da década de 1990, teve passagens pelo Bordon, pela Sociedade Esportiva e Recreativa Marvel, e, então, foi para a equipe de futsal da Associação Sabesp de Santos.
Apareceu pela primeira vez nos Jogos Olímpicos de Atlanta, em 1996, levando o bom time da seleção, no entanto ainda desconhecido, para a semifinal, terminando a competição na quarta colocação. Sissi disputou todas as partidas, e apenas na final do bronze foi substituída, então com quatro minutos para o final do jogo. Atlanta 1996 foi o último torneio internacional da carreira de Sisi, em 12 anos na seleção brasileira, ela marcou 30 gols.
No ano de 1999, na Copa do Mundo Feminina, organizada pela Fifa e disputada nos Estados Unidos, a jogadora comandou a equipe nacional que terminou a competição em terceiro lugar e ainda conquistou a chuteira de ouro, como artilheira do torneio. Ela também foi classificada como a segunda melhor jogadora da Copa do Mundo depois de Sun. A meia canhota também se destacou por raspar a cabeça durante o torneio.
A meio-campista muito habilidosa ainda participaria da campanha dos Jogos Olímpicos de Sydney em 2000, sempre como referência na armação de jogadas da equipe brasileira.
Imortalizada pelos belos lances e conquistas, Sissi tornou-se inspiração para garotas como Marta e Cristiane, que no futuro viriam a defender a Seleção Brasileira feminina.

## Carreira

### São Paulo Futebol Clube
A atleta foi um dos pilares da equipe tricolor na Era de Ouro da modalidade no Clube do Morumbi, entre 1997 e 2000, quando o São Paulo formou um super-time, que era a base da Seleção Brasileira do período. Jogavam bonito, passavam por cima das adversárias e conquistaram inúmeros títulos para a equipe paulista. O auge foi na a final do Brasileiro de 1997, em que as tricolores venceram a Lusa Sant'Anna por 4 a 0. Sissi ganhou tal notoriedade nessa época que a torcida tricolor chegou a "gritar para o o técnico do time masculino na época, Muricy Ramalho: "Ei, Muricy, coloca a Sissi"

### Palmeiras
Sissi foi contratada pelo Palmeiras em 1999, ela jogou pelo Verdão por duas temporadas, em 1999 e 2000.  Ainda em 1999, Sissi foi a melhor meia da Copa do Mundo de 1999, ela também fez parte da seleção das Estrelas do Mundial, além de segunda melhor jogadora de futebol do mundo, recebendo a Bola de Prata da Fifa, por sua participação na Copa do Mundo e apresentações pelo Palmeiras. Durante seu tempo no Palmeiras disputou 13 partidas pela Seleção. Com o manto da Academia, foi vice-campeã do Paulista e do Brasileiro, ambos em 2000.

### Vasco da Gama
Em 2000, Sissi foi contratada pelo Vasco da Gama, ela foi líder da melhor formação da história do Vasco, que ainda contava com estrelas como Pretinha, Roseli e Andreia. O Vasco de Sissi foi campeão carioca invicto com 75 gols em 8 jogos. Dia 11 de junho de 2000,o  Vasco sagrou-se pentacampeão carioca feminino de futebol após ganhar de 2x0 do Flamengo.

### Hellas Verona
Foi contratada pelo Hellas Verona,da Itália, em meados de 2000 sem muito destaque se transferiu para um time americano.

### San Jose CyberRays
Sissi jogou pelo San Jose CyberRays na primeira liga profissional de futebol feminino nos Estados Unidos, a en:Women's United Soccer Association (WUSA) nos três anos em que a liga existiu. A equipe venceu o campeonato da Copa dos Fundadores em seu primeiro ano, juntos. Sissi junto com  CyberRays triunfou sobre o Atlanta Beat, em uma disputa de pênaltis por 4-2 após duas prorrogações de um jogo de 3-3.

### California Storm
Em 2004, Sissi assinou com o California Storm na Women's Premier Soccer League, a maior liga profissional de futebol feminino nos Estados Unidos após a WUSA encerrar suas operações. Ela se juntou a outras estrelas da Copa do Mundo Feminina de 1999, Brandi Chastain e Keri Sanchez.

### Saad
Em novembro de 2005, Sissi fez um breve retorno a um de seus ex-clubes no Brasil, o Saad Esporte Clube.

### Gold Pride
Sissi assinou com o Gold Pride para a temporada inaugural do en:Women's Professional Soccer (WPS) como assistente técnico da equipe. Porém, em 11 de junho de 2009, foi anunciado que Sissi estava se juntando à equipe, tornando-se a jogadora mais velha da liga com 42 anos. Ela fez três aparições como jogadora do clube, jogando um total de 128 minutos. Ela também foi assistente técnica.

### Seleção Brasileira
Sissi não pôde participar da Copa do Mundo de Futebol Feminino de 1991 porque não foi autorizada a participar por seu clube.
A primeira partida internacional de Sissi foi em 8 de janeiro de 1995, contra o Equador no Campeonato Sul-Americano de Futebol Feminino.
Disputou pela Seleção Brasileira Feminina duas Copas do Mundo: 1995 e 1999 (3º lugar), quando foi uma das artilheiras, com sete gols, empatada com a chinesa Sun Wen. Participou também das duas primeiras disputas no futebol feminino nas Olimpíadas, Atlanta 1996  e Sydney 2000, ficando em quarto lugar em ambas. Acabaria não sendo chamada para a equipe que ganharia a prata em Atenas 2004. Sua sucessora como camisa 10 da seleção, Marta, ficou mais de duas décadas na posição. Sissi chegou a conhecê-la quando Marta era parte da base do Vasco, mas não jogaram juntas.

## Treinadora
Depois de se aposentar, se tornou treinadora de equipes femininas nos Estados Unidos. Atualmente, participa da equipe técnica do Walnut Creek Soccer Club, em Walnut Creek, na Califórnia.

## Títulos
Seleção Brasileira
- Campeonato Sul-Americano de Futebol Feminino de 1995
- Campeonato Sul-Americano de Futebol Feminino de 1998

Saad
- Taça Brasil: 1996[29]

São Paulo
- Taça Brasil: 1997[30]
- Campeonato Paulista: 1997[31] 1998[32]

### Competições amistosas
- Torneio de Campo Grande: 1997
- Taça Holambra: 1997

Vasco da Gama
- Campeonato Carioca de Futebol Feminino de 2000[34]
- Torneio Internacional de Futebol Feminino: 2000
- Torneio Início do Rio de Janeiro: 2000

CyberRays
- Founders Cup I: 2001[35]

California Storm
- Premier League: 2004[36]

## Prêmios individuais
- Hall da Fama do Futebol Internacional[37]
- 13ª maior jogadora de todos os tempos jornal The Guardian[38]
- 5ª maior jogadora do século XX pela Federação Internacional de História e Estatística do Futebol (IFFHS).[39]
- Melhor Jogadora de Futsal Feminino: 1997[40]
- Melhor jogadora do Campeonato Paulista de Futebol Feminino de 1997
- 2ª Melhor jogadora do mundo: 1999[41]
- Seleção da Copa do Mundo: 1999[42]
- 2ª Melhor jogadora da Copa do Mundo: 1999
- Exposta na Sala Anjos Barrocos no Museu do Futebol[43]

## Artilharia
- Copa do Mundo de Futebol Feminino de 1999 (7 gols).
- Campeonato Sul-Americano de Futebol Feminino de 1995 (12 gols)[44]